# NGC 147
NGC 147（Caldwell 17） は、カシオペヤ座に位置する矮小円銀河。アンドロメダ銀河（M31）の伴銀河であり、我々の住む銀河を含む局所銀河群の一員でもある。近くに輝くNGC 185は同じくM31の伴銀河であり、このNGC 147と実際の宇宙空間でもペアとなっている。NGC 147はジョン・ハーシェルによって1829年9月に発見された。NGC 185よりはわずかに大きいが、両者ともその光は微かである。それでもこの2つの銀河は小望遠鏡で見ることが出来る。
NGC 147が局所銀河群の一員であることは、1944年にウォルター・バーデが確認した。この時バーデはロサンゼルス近郊にあるウィルソン山天文台の2.54メートル（100インチ）望遠鏡によってこの銀河を個々の星に分解した。

## 特徴
NGC 147の中心、半径2分以内の領域を一番明るい巨星の分岐漸近（AGB）法で捜索した結果、この銀河での最後の重大な星の形成は30億年前に起こったことが判った。
NGC 147は、金属量的にも年齢的にも広がっている古い星の比率が多い。これはNGC 147が金属豊富であることを示唆している。しかしながら、この銀河内にはHI領域は見られず、星間物質(ISM)の上限量は、銀河内に留まって星の放射で励起される物質から期待される量より少ない。これは星間物質の枯渇を暗示する。

## 距離
NGC 147の距離決定には少なくとも2つの方法が使われた。表面光度測定による距離決定方法は、渦巻銀河の距離をそのバルジ表面のキメによって推測する。この方法によるNGC 147の距離は267 ± 18万光年（870 ± 60キロパーセク）となる。
一方、NGC 147は赤色巨星分岐 (TRGB)法が使えるくらい十分近い。それによると221 ± 9万光年 (680 ± 30キロパーセク)となる。二つの値を平均すると距離は253 ± 11万光年 (780 ± 30キロパーセク)となる。